# IC 2798
IC 2798 је спирална галаксија у сазвјежђу Лав која се налази на листи објеката дубоког неба у Индекс каталогу.
Деклинација објекта је + 12° 24' 57" а ректасцензија 11h 24m 24,0s. Привидна величина (магнитуда) објекта IC 2798 износи 15,3 а фотографска магнитуда 16,0. IC 2798 је још познат и под ознакама FGC 1242, PGC 91114.